# Miroslav Donutil
 Miroslav Donutil (ur. 7 lutego 1951 w Třebíču) – czeski aktor teatralny, filmowy i telewizyjny.

## Życiorys
W 1973 roku ukończył Akademię Sztuk Scenicznych im. Leoša Janáčka w Brnie. Od 1990 roku jest członkiem zespołu dramatycznego Teatru Narodowego w Pradze. Laureat Czeskiego Lwa dla najlepszego aktora drugoplanowego.

## Filmografia
- 1980: Postrzyżyny
- 1999: Pod jednym dachem
- 2003: Sex w Brnie
- 2003: Żelary
- 2005: Mężczyzna idealny jako Žemla
- 2010: Deszczowa wróżka jako Lakota